# French Data Network
« FDN » et « Fdn » redirigent ici. Pour les autres significations, voir FDN (homonymie).
French Data Network (FDN) est une association française (association loi de 1901 - sans but lucratif) fondée le 1er juin 1992. Son but est : « la promotion, l’utilisation et le développement des réseaux Internet et Usenet dans le respect de leur éthique, en favorisant en particulier les utilisations à des fins de recherche et d’éducation sans volonté commerciale », « la défense des libertés publiques sur Internet et la défense de la neutralité des réseaux de télécommunication» .
Sa présidente est Christine Heinemann, depuis le 30 mars 2019.

## Histoire
FDN est le plus ancien fournisseur d’accès à Internet en France  encore en activité.
Il donne accès à Internet depuis sa création en 1992, Wanadoo (filiale de France Télécom, maintenant appelée Orange) ayant proposé sa première offre en 1996. 
Il propose des accès ADSL depuis septembre 2005, de l'IPv6 depuis 2009 et de la FTTH depuis mars 2022.
FDN propose depuis plusieurs années un VPN en accès libre sur lequel l'association a choisi de communiquer en 2024.
FDN est, par ailleurs, membre fondateur du GIE Gitoyen, devenu l'association du même nom, opérateur de communications sur Internet.
En mars 2009, le fournisseur SFR (anciennement Neuf Telecom) a résilié le contrat de FDN et donné seulement 3 mois de préavis pour trouver une solution au moment même où FDN prenait position contre la loi HADOPI. « La coïncidence de dates est troublante », explique Benjamin Bayart. FDN a réussi à trouver un autre fournisseur de collecte, Nerim, qui remplacera donc SFR. L’annonce publique n’a été faite qu'en juillet 2009.
Le 6 mai 2010, FDN dépose un recours auprès du Conseil d'État concernant un décret de la loi HADOPI en référence au code des postes et des communications électroniques disposant que  « L'Autorité de régulation des communications électroniques et des postes est consultée sur les projets de loi, de décret ou de règlement relatifs au secteur des communications électroniques et participe à leur mise en œuvre. », la consultation de l'ARCEP n'ayant eu lieu. Le 19 octobre 2011, le Conseil d'État, statuant que la consultation n'était pas obligatoire, donne tort à FDN et rejette l'intégralité de ses recours .
Lors des mouvements contestataires en Afrique du Nord et au Moyen-Orient, lorsque le réseau ADSL a été éteint dans ces pays, FDN a mis à disposition un accès bas débit gratuit (hors prix de la communication).
FDN est cofondateur de la Fédération des fournisseurs d'accès Internet associatifs ou Fédération FDN.
Depuis janvier 2015, FDN a entamé une série de recours et de contentieux devant les juridictions et les autorités administratives françaises et européennes pour attaquer les lois et règlements permettant la surveillance généralisée des utilisateurs d'Internet et d'autres services de communications ou permettant la censure administrative secrète de sites Web, via un groupe de travail juridique commun avec La Quadrature du Net et la Fédération FDN.
En août 2017, FDN est en mesure de proposer de l'ADSL en dégroupage total via un nouveau réseau de collecte : IELO-LIAZO .
En 2019, FDN devient LIR et membre du RIPE NCC.
En 2021, le LIR est fermé et les IPs sont transférées à Gitoyen, opérateur associatif dont FDN est membre.

## Recours en contentieux

### Loi renseignement
En 2015, deux recours ont été déposés devant le Conseil d'État par FDN, la FFDN, et la Quadrature du Net, contre l'encadrement secret de la surveillance des communications internationales ,.
En 2016, FDN, aux côtés de la FFDN et la Quadrature du Net, a déposé une Question Prioritaire de Constitutionnalité (QPC) à propos de l'exonération de tout encadrement et de tout contrôle la surveillance, pour la «défense des intérêts nationaux», des communications sans fil .

### Rétention des données de connexion
Avec la FFDN et la Quadrature du Net, FDN a saisi le Conseil d'État sur la conservation des données de connexion.
À la suite des décisions rendues par la CJUE sur le traitement des données à caractère personnel et la protection de la vie privée dans le secteur 
des communications électroniques, ces associations demandent l'abrogation ou la réforme de certains articles et décrets de loi jugés obsolètes.
Le Conseil d'État a jugé, la législation actuelle conforme au droit Européen mais illégal le fait d'imposer aux opérateurs la conservation des données de connexion.

### Hadopi
En 2020, FDN, la Quadrature du Net, la FFDN et Franciliens.net ont soulevé une Question Prioritaire de Constitutionnalité portant sur Hadopi, estimant que les garanties accompagnant l’accès par les agents aux données de connexion des abonnés ne respectent pas les standards .

## Présidence
| Période     | Président                    |
| ----------- | ---------------------------- |
| 1992 - 1997 | Christian Paulus             |
| 1997        | Fabien Roy                   |
| 1997 - 2013 | Benjamin Bayart              |
| 2013 - 2014 | Arnaud Luquin                |
| 2014 - 2018 | Fabien Sirjean               |
| 2018 - 2019 | Marianne Chevrot (Blackmoor) |
| depuis 2019 | Christine Heinemann          |

## Fédération des fournisseurs d'accès à internet associatifs, dite Fédération FDN (FFDN)
« Plutôt que de grossir indéfiniment, ce qui mènerait inévitablement à un fonctionnement impersonnel, il nous semble préférable d’essaimer. Essaimer ça veut dire qu’il y ait 10 FAI libres à taille humaine et non pas un seul 10 fois plus gros. »
En 2010, le cap des 200 personnes adhérentes est franchi. FDN se définit comme « un fournisseur d’accès à Internet de taille humaine et souhaite le rester », et décide de partager son expérience et son savoir-faire. FDN crée la liste de diffusion fai-locaux en mars 2010. Plusieurs FAI associatifs (qualifiés parfois de participatifs) sont créés dans l’année (Aquilenet, Ilico, Lorraine Data Network) et d’autres (Sames Wireless) modifient leur réseau pour fournir un « vrai accès à Internet » en s’affranchissant du NAT et en fournissant des adresses IP publiques à ses abonnés.
Le 12 mars 2011, 7 FAI associatifs signent les statuts de la Fédération des Fournisseurs d'Accès à Internet Associatifs, dite Fédération FDN du nom de l'association initiatrice. Les associations signataires sont : Aquilenet, Franciliens.net, Ilico, Lorraine Data Network, Sames Wireless et tetaneutral.net. L’association est déclarée en préfecture le 18 juillet 2011. Elles cosignent également une charte qui définit ce qu’est l'Internet, assure le caractère démocratique de l’association fédérée, ainsi que les obligations des fournisseurs envers les personnes adhérentes-abonnées, notamment en matière de respect de la neutralité du net et dans la non-surveillance des communications.
Au 22 octobre 2019, la fédération FDN compte 32 associations membres, comptabilisant environ 2 700 personnes abonnées et 3 700 membres.